# Banque sur la rive de l'Obala
La banque sur la rive de l'Obala est située en Bosnie-Herzégovine, sur le territoire de la Ville de Sarajevo. Construite en 1912 et 1913, elle est inscrite sur la liste des monuments nationaux de Bosnie-Herzégovine.

## Histoire
C'était le siège de la branche de Sarajevo de la Banque austro-hongroise.

## Architecture

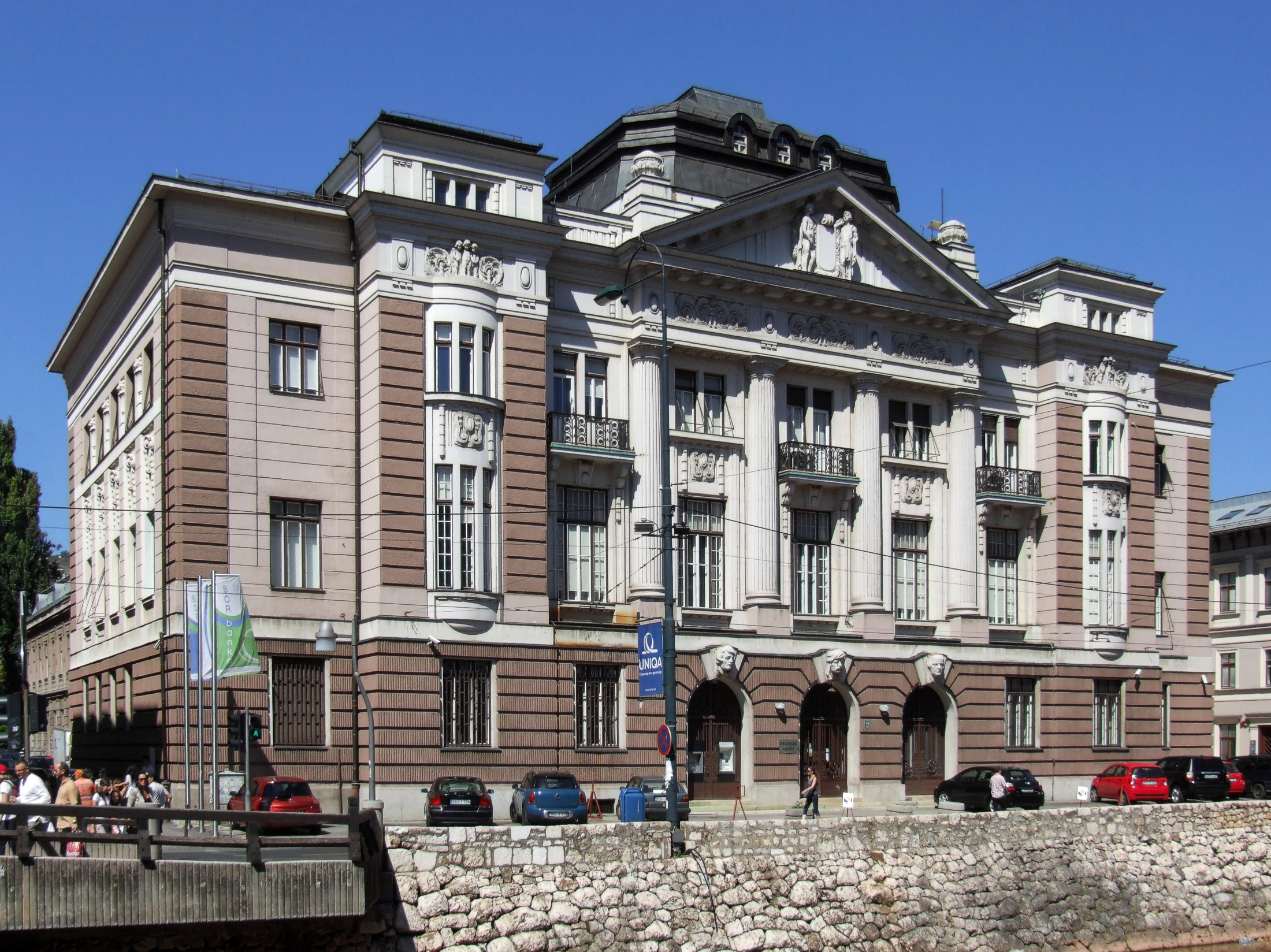
Autre vue de la banque